# メディカルサイズダウン
メディカルサイズダウンとは、SBCメディカルグループが運営する「湘南美容クリニック」が、2021年5月10日から提唱している新しい医療痩身治療（医療ダイエット）のカテゴリーの総称。従来の運動や食事制限などの手法では成しえなかった、脂肪細胞そのものの減少・破壊によって、リバウンドしづらい痩身治療を実現。
また、部分痩せ（集中痩せ）を可能にするとされている。

## 概要
脂肪細胞自体を減らし、無くすことをコンセプトとした施術メニューで構成される。2021年5月、第一弾として脂肪溶解マシン（クールスカルプティング、トゥルースカルプiD）と、脂肪溶解注射（BNLSアルティメット、MITI）が発表された。
クールスカルプティングは、脂肪細胞を凍らせて破壊する仕組みの脂肪除去治療に用いる機器。痩身目的の部位に当てることで施術が完了するため、手術が不要となる。トゥルースカルプiDは、RF（ラジオ波）を使用し、脂肪細胞にダメージを与えるための痩身医療機器。こちらも同様に、手術が不要である。
脂肪溶解注射は、薬剤を直接注射することで脂肪を分解する施術法。BNLSアルティメットでは、デオキシコール酸を配合した薬剤を使用する。MITIでは、フォスファチジルコリンという脂肪溶解成分が配合された薬剤を使用する。
メディカルサイズダウンは、減少した脂肪細胞の数が戻る、いわゆる「リバウンド」を抑制できると謳っている。この根拠は、脂肪細胞を小さくするのではなく、脂肪細胞自体を減らし、無くすことにある。運動や食事制限は脂肪細胞を小さくする影響があるが、これらのダイエット方法に比べるとリバウンドの可能性が少なくなるという。
また、腹部、二の腕、太ももから集中的に脂肪細胞を無くせることから、いわゆる「部分痩せ（集中やせ）」にも適用できると謳う。通常、ダイエットによる痩身は体の部位を特定できない。脂肪の燃焼によるエネルギー変換は全身の脂肪を対象とするため。一方、メディカルサイズダウンの場合は、特定の部位に対して直接脂肪破壊を行うため、部分痩せが可能になるという。

## 主な監修者
- 西川礼華